# Publi Licini Cras (fill de Cras el Triumvir)
Publi Licini Cras (en llatí: Publius Licinius M. f. P. n. Crassus) va ser el fill petit del triumvir Marc Licini Cras i de Tertul·la. Formava part de la gens Licínia, una antiga família romana plebea.
Es va casar amb Cornèlia Metella, filla de Quint Cecili Metel Pius Escipió.
Va ser legat de Juli Cèsar a la Gàl·lia l'any 58 aC i fins al segon consolat del seu pare el 55 aC, participant en la Guerra de les Gàl·lies. L'any 58 aC va combatre el sueu Ariovist a la batalla dels Vosges, l'any 57 aC va dirigir la Legió VII Claudia contra els vènets i altres tribus del nord-oest, i el 56 aC a les tribus d'Aquitània. L'hivern següent, Juli Cèsar el va enviar a Roma amb alguns soldats per imposar l'elecció dels triumvirs Pompeu i Cras com a cònsols. També va portar a Roma mil cavallers gals, que després van participar en la guerra contra els parts l'any 54 aC.
A diferència del seu pare, va ser amic de Ciceró i es va oposar al seu exili (58 aC), i juntament amb altres joves romans va aparèixer en públic vestit de dol. Va celebrar la seva tornada l'any 55 aC, quan va procurar la reconciliació entre l'orador i el seu pare.
Va prendre part a les operacions de la guerra amb els parts (53 aC) fins que va morir lluitant amb valentia a la batalla de Carres.